# Argent Moon
Argent Moon drugi je EP finskog metal-sastava Insomnium. Diskografska kuća Century Media Records objavila ga je 17. rujna 2021.

## O albumu
U knjižici EP-a pjevač i basist Niilo Sevänen izjavio je da je skupina počela pisati pjesme za uradak tijekom pandemije koronavirusa i da je odlučila snimiti EP balada, nešto što nikad prije nije učinila.
Svaka pjesma na EP-u objavljena je kao singl s popratnim glazbenim spotom. Pjesma „The Conjurer” objavljena je 19. ožujka 2021., a njezin glazbeni spot režirali su Vesa Ranta i Petri Marttinen. Isti su redatelji snimili glazbeni spot za pjesmu „The Reticent”, koja je objavljena 21. svibnja te godine. Pjesma „The Antagonist” objavljena je 16. srpnja 2021., a njezin je spot režirao Ville Lipiäinen, s kojim je skupina surađivala prvi put. Posljednji singl „The Wanderer” objavljen je 17. rujna 2021., istog dana kad i EP, a njegov je spot ponovo režirao Lipiäinen.

## Popis pjesama
| 1.    | »The Conjurer«   | Niilo Sevänen | Markus Vanhala            | 7:25 |
| 2.    | »The Reticent«   | Ville Friman  | Friman                    | 4:32 |
| 3.    | »The Antagonist« | Sevänen       | Sevänen, Jani Liimatainen | 5:03 |
| 4.    | »The Wanderer«   | Sevänen       | Vanhala                   | 6:11 |
| 23:11 |                  |               |                           |      |

## Recenzije
| Recenzije    | Recenzije |
| Izvor        | Ocjena    |
| ------------ | --------- |
| BraveWords   | 8,5/10    |
| Metal.de     | 8/10      |
| Sputnikmusic | 3,5/5     |

Dobio je pozitivne kritike. U recenziji za BraveWords Nick Balazs dao mu je osam i pol bodova od njih deset izjavivši da će ga „Insomniumovi obožavatelji obožavati” i da bi ga trebali poslušati svi „u potrazi za tmurnim melodičnim death metalom”. Recenzentica Angela, pišući za Metal.de, izjavila je da EP „slijedi glazbeni put [prethodnog albuma] Heart Like a Grave”, ali da pokazuje „mirniju Insomniumovu stranu”. Zaključila je da se nijedna pjesma na EP-u ne može usporediti s pjesmom poput „While We Sleep”, ali da su „dosljedno na visokoj razini” i dala mu je osam bodova od njih deset.
Sputnikmusicov recenzent dao mu je tri i pol boda od njih pet napisavši da na uratku nema „agresivnosti ni rifova” i da se skupina posvetila baladama, ali da joj to „prilično dobro ide” te da će se svidjeti „svima koji traže melankoličan, gorkast niz melodičnih metal-balada”.

## Zasluge
| Insomnium - Niilo Sevänen – vokal, bas-gitara - Markus Hirvonen – bubnjevi - Markus Vanhala – gitara, čisti vokal, snimanje gitare - Jani Liimatainen – gitara, čisti vokal, snimanje gitare - Ville Friman – gitara Dodatni glazbenici - Aleksi Munter – klavijatura, snimanje klavijatura | Ostalo osoblje - Samu Oittinen – snimanje bubnjeva, miksanje - Teemu Aalto – snimanje vokala, bas-gitare i akustičnih gitara - Svante Forsbäck – mastering - Petri Paronen – fotografija na naslovnici - Vesa Ranta – fotografija - Nora Dirkling – omot albuma |

## Ljestvice
| Ljestvica | Najviša pozicija |
| --------- | ---------------- |
| Austrija  | 71.              |
| Njemačka  | 35.              |
| Švicarska | 22.              |